# Circondario di Rocca San Casciano
Il circondario di Rocca San Casciano era uno dei circondari in cui era suddivisa la provincia di Firenze, esistito dal 1861 al 1926.

## Storia

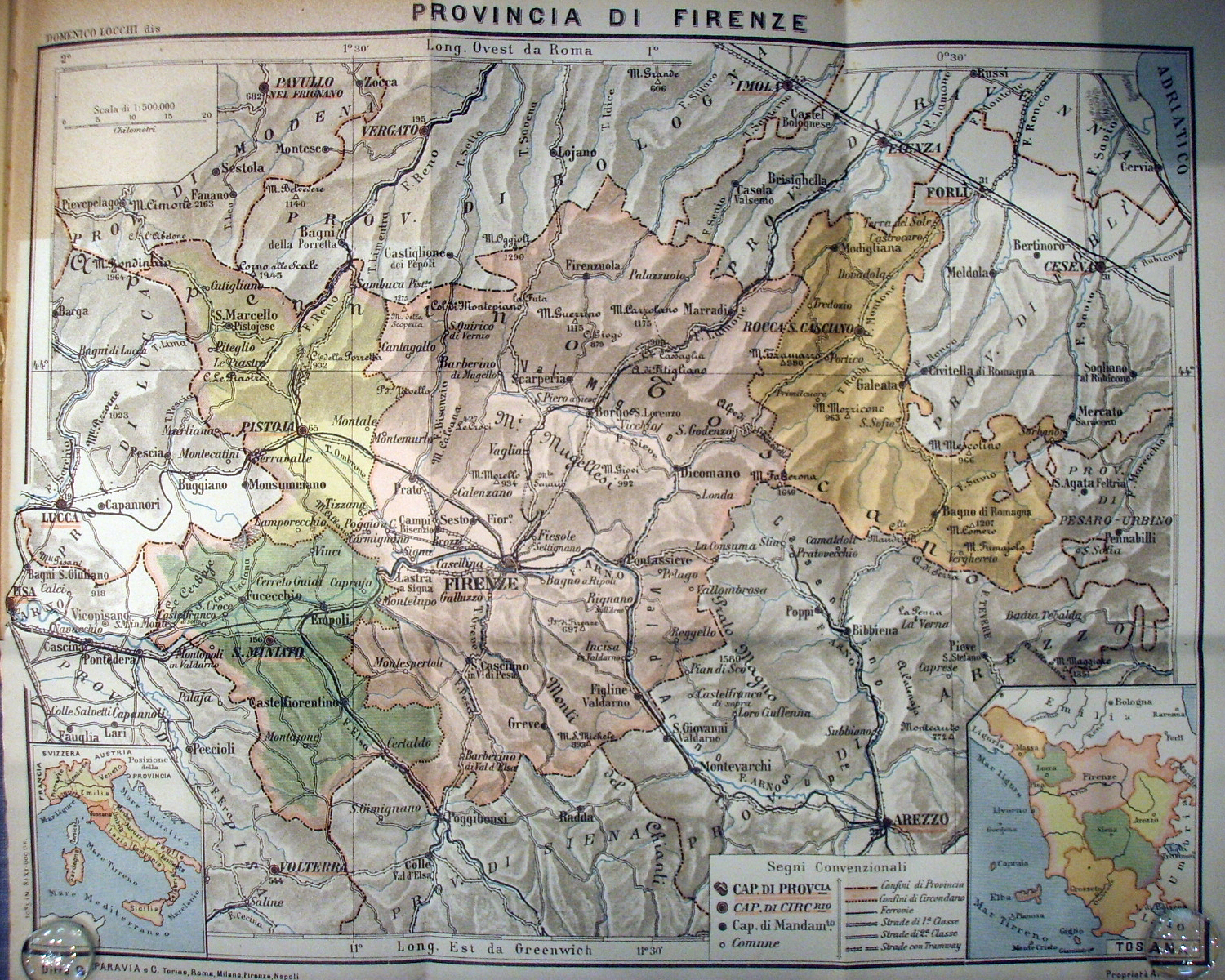
Mappa rappresentante la provincia di Firenze prima dello scorporo del Circondario di Rocca San Casciano.

Con l'Unità d'Italia (1861) la suddivisione in province e circondari stabilita dal Decreto Rattazzi fu estesa all'intera Penisola. Nel 1923 il circondario passò alla provincia di Forlì.
Il circondario di Rocca San Casciano venne soppresso nel 1926 e il territorio assegnato al circondario di Forlì.

## Geografia antropica

### Suddivisioni amministrative
Nel 1863, la composizione del circondario era la seguente:
- mandamento I di Bagno
  - comuni di Bagno; Sorbano; Verghereto
- mandamento II di Galeata
  - comuni di Galeata; Santa Sofia
- mandamento III di Modigliana
  - comuni di Modigliana; Tredozio
- mandamento IV di Rocca San Casciano
  - comuni di Portico di Romagna; Premilcore; Rocca San Casciano
- mandamento V di Terra del Sole
  - comuni di Dovadola; Terra del Sole